# Boronía
La boronía es un platillo de ancestro árabe andaluz típico de la región occidental del Caribe colombiano (departamentos de Córdoba, Sucre, Bolívar y Atlántico).
Se prepara machacando berenjenas cocidas y plátano maduro cocido formando una crema; se agrega cebolla y ajo sofritos en manteca de cerdo y se condimenta con sal y vinagre.